# Општина Галацени (Телеорман)
Галацени (рум. Gălăţeni) општина је у Румунији у округу Телеорман.
Oпштина се налази на надморској висини од 104 m.